# Episodi di Persona 5 the Animation
Questa è la lista degli episodi della serie anime Persona 5 the Animation, prodotta da CloverWorks e diretta da Masashi Ishihama, andata in onda in Giappone dall'8 aprile al 30 settembre 2018 per 26 episodi, chiudendosi con due special televisivi, Dark Sun... e Stars and Ours.

## Lista episodi
| Nº  | Titolo originale                                          | In onda           | In onda |
| Nº  | Titolo originale                                          | Giapponese        |         |
| 1   | I am thou, thou art I                                     | 8 aprile 2018     |         |
| 2   | Let's take back what's dear to you                        | 15 aprile 2018    |         |
| 3   | A beautiful rose has thorns!                              | 22 aprile 2018    |         |
| 4   | Steal it, if you can                                      | 29 aprile 2018    |         |
| 5   | The Phantoms                                              | 6 maggio 2018     |         |
| 6   | Our next target is...                                     | 13 maggio 2018    |         |
| 7   | He is my other self                                       | 20 maggio 2018    |         |
| 8   | Put an end to all this and use your own artwork for once. | 27 maggio 2018    |         |
| 9   | Operation maid watch                                      | 3 giugno 2018     |         |
| 10  | I want to see justice with my own eyes                    | 10 giugno 2018    |         |
| 11  | Let's be friends, shall we?                               | 17 giugno 2018    |         |
| 12  | I found the place where I belong                          | 24 giugno 2018    |         |
| 13  | Dreams and Desires                                        | 1 luglio 2018     |         |
| 14  | What life do you choose?                                  | 8 luglio 2018     |         |
| 15  | I am Alibaba                                              | 15 luglio 2018    |         |
| 16  | This place is my grave                                    | 22 luglio 2018    |         |
| 17  | X Day                                                     | 29 luglio 2018    |         |
| 18  | I'll guide you to victory                                 | 5 agosto 2018     |         |
| 19  | Aloha                                                     | 12 agosto 2018    |         |
| 20  | My name is Beauty Thief!                                  | 19 agosto 2018    |         |
| 21  | You can call me "Noir"                                    | 26 agosto 2018    |         |
| 22  | Is it our fault...?                                       | 2 settembre 2018  |         |
| 23  | How about a deal with me?                                 | 9 settembre 2018  |         |
| 24  | A challenge that must be won                              | 16 settembre 2018 |         |
| 25  | Jealous Sinner                                            | 23 settembre 2018 |         |
| 26  | I won't let it end here                                   | 30 settembre 2018 |         |
| SP1 | Dark Sun...                                               | 30 dicembre 2018  |         |
| SP2 | Stars and Ours                                            | 23 marzo 2019     |         |
| OAV |                                                           |                   |         |
| 1   | Proof of justice                                          | 29 maggio 2019    |         |
| 2   | A Magical Valentine's Day                                 | 26 giugno 2019    |         |